# San Román (Piloña)
San Román de Villa, o simplemente San Román, es una parroquia asturiana del concejo de Piloña en el norte de España y un lugar de dicha parroquia. Limita al norte con las parroquias de Pintueles y Borines, al sur con Valle y Villamayor, al este con Vallobal y Miyares y al oeste con Infiesto, dónde se encuentra la capital del concejo, de la que el lugar de San Román dista 3,8km.
Cuenta con una superficie de 7,11 kilómetros cuadrados, en los que habitan de acuerdo al INE de 2021 un total de 237 personas. El lugar de San Román acoge según ese mismo censo a 52 habitantes.

## Entidades de población
Aparte del ya mencionado lugar de San Román, la parroquia cuenta con las siguientes entidades poblacionales:
Argandenes, San Miguel, Valles, Acebedo, La Aguilera, Pandoto, Pascual, San Pedro, Soto de San Román, Torión, Villartemi y Campo Redondo.

## Patrimonio
- Castro Celta de Argandenes
- Iglesia de San Román

## Folclore
La fiesta patronal en honor de San Román se celebra el 9 de agosto.